# 36.º governo da Monarquia Constitucional
O 36.º governo da Monarquia Constitucional, 2.º governo do Rotativismo e 2.º governo do Fontismo, e o 15.º desde a Regeneração, nomeado a 29 de janeiro de 1878 e exonerado a 1 de junho de 1879, foi presidido por António Maria de Fontes Pereira de Melo. 
São realizadas eleições em 13 de novembro de 1878.
O governo fez várias reformas das quais se destacam a da lei eleitoral, um novo código administrativo e a reforma da Câmara dos Pares. Em 1879, foi assinado um acordo polémico, o Tratado de Lourenço Marques, o qual permitia a presença da marinha britânica nas águas territoriais moçambicanas e o desembarque das suas tropas no porto de Lourenço Marques. A contestação a este tratado, foi uma das causas para a queda do governo.
A sua constituição era a seguinte:
| Cargo                                                                                 | Detentor | Detentor                                                       | Período                                        |
| ------------------------------------------------------------------------------------- | -------- | -------------------------------------------------------------- | ---------------------------------------------- |
| Presidente do Conselho de Ministros                                                   |          | António Maria de Fontes Pereira de Melo (1819–1887)            | 29 de janeiro de 1878 a 1 de junho de 1879     |
| Ministro e Secretário de Estado dos Negócios do Reino                                 |          | António Rodrigues Sampaio (1806–1882)                          | 29 de janeiro de 1878 a 1 de junho de 1879     |
| Ministro e Secretário de Estado dos Negócios do Reino                                 |          | António Maria de Fontes Pereira de Melo (interino) (1819–1887) | 19 de julho de 1878 a 19 de agosto de 1878     |
| Ministro e Secretário de Estado dos Negócios do Reino                                 |          | António Maria de Fontes Pereira de Melo (interino) (1819–1887) | 28 de março de 1879 a 28 de abril de 1879      |
| Ministro e Secretário de Estado dos Negócios Eclesiásticos e de Justiça               |          | Augusto César Barjona de Freitas (1834–1900)                   | 29 de janeiro de 1878 15 de novembro de 1878   |
| Ministro e Secretário de Estado dos Negócios Eclesiásticos e de Justiça               |          | Tomás Ribeiro (interino) (1831–1901)                           | 15 de novembro de 1878 a 3 de dezembro de 1878 |
| Ministro e Secretário de Estado dos Negócios Eclesiásticos e de Justiça               |          | António Maria do Couto Monteiro (1821–1896)                    | 3 de dezembro de 1878 a 1 de junho de 1879     |
| Ministro e Secretário de Estado dos Negócios da Fazenda                               |          | António Serpa (1825–1900)                                      | 29 de janeiro de 1878 a 1 de junho de 1879     |
| Ministro e Secretário de Estado dos Negócios da Guerra                                |          | António Maria de Fontes Pereira de Melo (1819–1887)            | 29 de janeiro de 1878 a 1 de junho de 1879     |
| Ministro e Secretário de Estado dos Negócios da Marinha e Ultramar                    |          | Tomás Ribeiro (1831–1901)                                      | 29 de janeiro de 1878 a 1 de junho de 1879     |
| Ministro e Secretário de Estado dos Negócios da Marinha e Ultramar                    |          | João de Andrade Corvo (interino) (1824–1890)                   | 16 de maio de 1879 a 1 de junho de 1879        |
| Ministro e Secretário de Estado dos Negócios Estrangeiros                             |          | João de Andrade Corvo (1824–1890)                              | 29 de janeiro de 1878 a 1 de junho de 1879     |
| Ministro e Secretário de Estado dos Negócios das Obras Públicas, Comércio e Indústria |          | Lourenço António de Carvalho (1837–1890)                       | 29 de janeiro de 1878 a 1 de junho de 1879     |